# Aganglionose
Als Aganglionose wird ein angeborenes Fehlen von Nervenzellen in der Darmwand bezeichnet, meist im Enddarm und/oder Dickdarm.
Das Ergebnis ist eine Dauerkontraktion in der Übergangszone zum normalen Darm mit Störung der Darmbeweglichkeit (Peristaltik), einem Kotstau und einer massiven Erweiterung des davor liegenden Darmes, sog. Megacolon.
Betroffen sind intramurale Ganglienzellen des Plexus submucosus und Plexus myentericus (in der Wand des Rectums und des Colon sigmoideum, seltener des gesamten Kolon).
Zu klinischen Symptomen, Diagnostik und Behandlungsmöglichkeiten siehe unter den Krankheitsbildern
- Morbus Hirschsprung, kongenitales Megakolon
- Zuelzer-Wilson-Syndrom, gesamtes Kolon betroffen